# Comté de Howard (Maryland)
Pour les articles homonymes, voir Howard et Comté de Howard.
Le comté de Howard (anglais : Howard County) est un comté situé dans le centre de l'État du Maryland aux États-Unis. Il est nommé en l'honneur de John Eager Howard, un soldat dans la Guerre d'indépendance américaine et puis le gouverneur du Maryland. Le siège du comté est à Ellicott City. Selon le recensement de 2020, sa population est de 328 200 habitants.

## Géographie
Le comté a une superficie de 657 km2, dont 653 km2 de terres.